# Шорт-сквиз

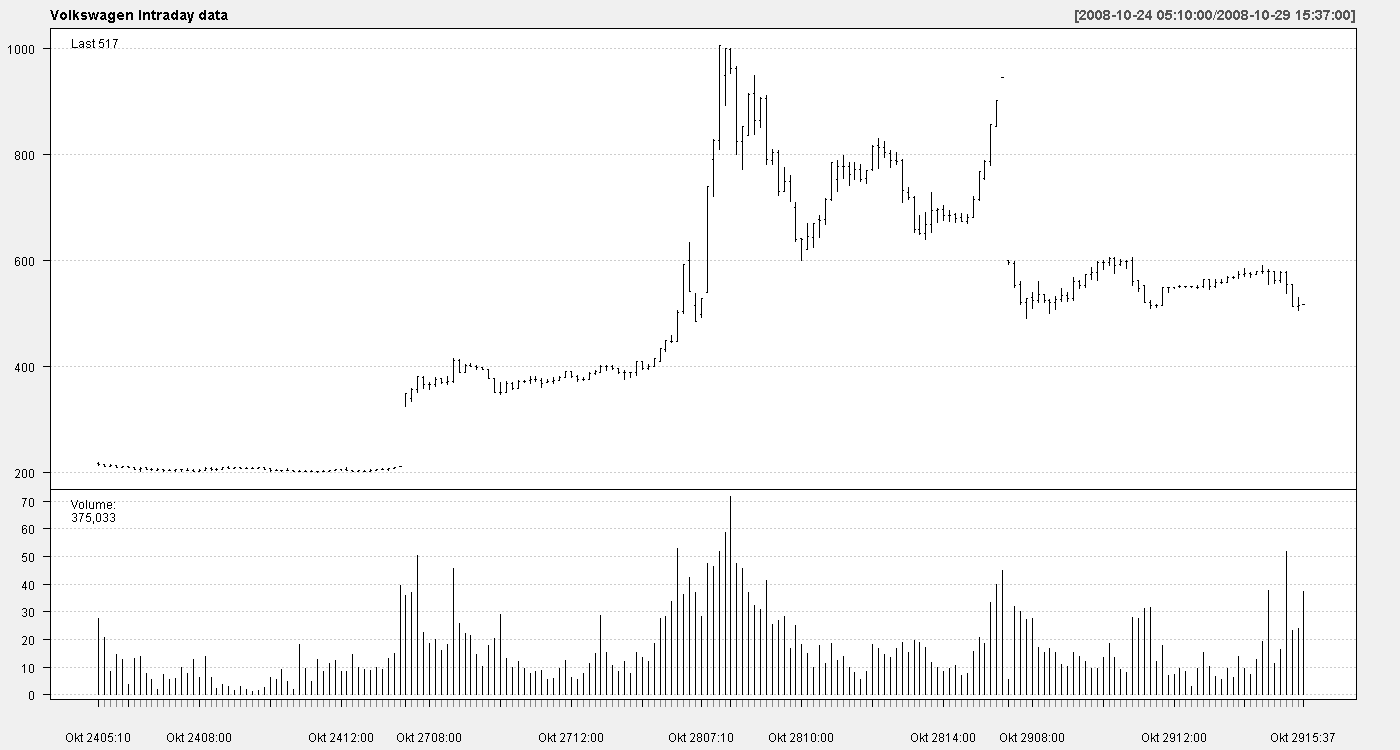
График, показывающий движение цен и объём продаж во время шорт-сквиза акций Volkswagen в 2008 году.

На фондовом рынке шорт-сквиз (англ. Short squeeze, варианты перевода: короткое сжатие, короткое выжимание ) — это быстрое повышение цены акции, главным образом из-за избытка коротких продаж этой акции, а не других фундаментальных факторов. Шорт-сквиз происходит, когда наблюдается недостаток предложения и избыток спроса на акции из-за того, что продавцы в короткую вынуждены покупать акции для покрытия своих коротких позиций.

## Обзор
Короткие продажи — это финансовая практика, при которой инвестор, известный как продавец в короткую, берёт в долг акции и сразу же продает их, надеясь выкупить их позже по более низкой цене. Поскольку акции были заимствованы, продавец в короткую должен в конечном итоге вернуть их кредитору (плюс проценты) и получить прибыль, если он потратит на выкуп акций меньше, чем заработал при их продаже. Однако неожиданная благоприятная новость может вызвать скачок цены акций, что приведет к убыткам, а не к прибыли для продавца в короткую. Продавцы в короткую могут быть вынуждены покупать акции, которые они заимствовали, по более высокой цене, чем они продавали, чтобы предотвратить рост своих убытков в случае дальнейшего роста цены акций. Шорт-сквиз возникает, когда продавцы в короткую закрывают свои позиции, покупая большие объемы акций по сравнению с объёмом рынка. Покупка акций для покрытия своих коротких позиций увеличивает стоимость этих акций, тем самым побуждая и других продавцов в короткую покрывать свои позиции путём покупки акций. Эта динамика может привести к каскаду покупок акций и ещё большему скачку цены акций. Может возникнуть ситуация, что будет продано в короткую более 100% акций компании. Это не обязательно подразумевает продажу в короткую без наличия этих акций у брокера (naked short), поскольку акции проданные в короткую возвращаются на рынок и потенциально могут быть позаимствованы несколько раз.
Шорт-сквиз обычно случается с акциями, для которых велик процент по их займу. Дорогие ставки по займам могут усилить давление на продавцов в короткую, чтобы они закрывали свои позиции, что еще больше усиливает рефлексивный характер этого явления.
Покупка со стороны продавцов в короткую может произойти, если цена поднялась до точки, когда короткие позиции получают маржинальные требования, которые продавцы не могут выполнить (или предпочитают не выполнять), что побуждает покупать акции для возврата владельцам, у которых (через брокера) они взяли взаймы. Эта покупка может начаться автоматически, например, если продавцы в короткую ранее разместили стоп-лосс ордера у своих брокеров. Как вариант, шорт-сквиз может начаться просто оттого, что продавцы в короткую решают сократить свои убытки и выйти (вместо того, чтобы испытывать недостаток средств обеспечения для покрытия своей маржи). Шорт-сквиз также может происходить, когда спрос со стороны продавцов в короткую превышает предложение акций для заимствования, что приводит к невыполнению запросов на заем от основных брокеров. Это часто случается с компаниями, которые находятся на грани банкротства.

### Мишени для шорт-сквиза
Шорт-сквиз более вероятен, когда количество торгуемых акций невелико, часто для акций с небольшой капитализацией и малой долей акций, находящихся в свободном обращении. Однако шорт-сквиз может происходить и для акций с большим оборотом. Вероятность шорт-сквиза увеличивается, когда большая часть акций в обращении оказывается проданными в короткую, и когда большие доли акций принадлежат людям, не склонным к их продаже.
Шорт-сквиз также может быть облегчён доступностью недорогих опционов колл на базовую ценную бумагу, поскольку опционы добавляют значительное кредитное плечо. Обычно опционы вне-денег с коротким временем до истечения используются для максимизации кредитного плеча и воздействия на продавцов в короткую. Опционы колл на ценные бумаги, которые имеют низкую подразумеваемую волатильность, также менее дороги и более эффективны. (Успешное короткое сжатие резко увеличит подразумеваемую волатильность). Использование опционов колл для шорт-сквиза также может создать гамма-сквиз, который еще больше усиливает эффект. 

### Лонг-сквиз
Противоположность шорт-сквизу — менее распространенный лонг-сквиз. Похожее явление может также произойти для фьючерсных контрактов.

## Примеры
В мае 1901 года Джеймс Дж. Хилл и Дж. П. Морган сражались с Э. Х. Гарриманом за контроль над Северо-Тихоокеанской железной дорогой (Northern Pacific Railway, NP). К окончанию торгов 7 мая 1901 года обе стороны контролировали более 94 % находящихся в обращении акций Northern Pacific. Результирующий рост цен на акции Northern Pacific сопровождался лихорадочными короткими продажами этих акций другими инвесторами, которые ожидали падения цены на акции NP. Однако, напротив, цена на акции взлетела и купившим их в короткую пришлось распродавать свои активы, чтобы иметь возможность вернуть занятые акции. Распродажа активов в свою очередь привела к падению цен на другие ценные бумаги и вызвала биржевую панику 1901 года.
В октябре 2008 года произошёл шорт-сквиз акций Volkswagen AG. Цена на эти акции долго время падала из-за финансового кризиса 2008 года, однако после того как компания Porsche объявила, что владеет 74 % акций Volkswagen, цена на эти акции начала расти. Однако к этому времени большинство инвесторов играли на понижение и им пришлось в спешке покупать акции Volkswagen, что привело к временному увеличению стоимости акций Volkswagen с 210,85 до >1000 евро менее чем за два дня, что на короткое время сделало эту компанию самой дорогой компанией в мире. Рост цен на акции Volkswagen был так велик, что оказал влияние на германский биржевой индекс DAX. Тогдашний генеральный директор Porsche Венделин Видекинг был обвинен в манипулировании рынком из-за своей роли в этом мероприятии.
В 2012 году Комиссия по ценным бумагам и биржам США обвинила Филиппа Фальконе в манипулировании рынком в связи с шорт-сквизом серии высокодоходных облигаций, выпущенных MAAX Holdings. Узнав, что одна из фирм продает облигации в короткую, Фальконе выкупил весь выпуск облигаций. Он также ссудил облигации продавцам в короткую, а затем выкупил их обратно, когда трейдеры продали их. Затем Фальконе прекратил кредитование облигаций, чтобы продавцы в короткую не могли закрыть свои позиции. Цена облигаций резко выросла .Продавцы в короткую смогли ликвидировать свои позиции, только связавшись напрямую с Фальконе .
В ноябре 2015 года Мартин Шкрели организовал шортс-сквиз на малоуспешную биотехнологическую компанию KaloBios (KBIO), в результате чего цена ее акций выросла на 10 000 % всего за пять торговых дней.
В январе 2021 года пользователи сабреддита WallStreetBets организовали шорт-сквиз акций GameStop Это привело к тому, что 28 января 2021 года цена акций компании на NYSE достигла текущего рекордного внутридневного максимума в 483 доллара США.